# Rio Crivaia Mică
O Rio Crivaia Mică é um rio da Romênia, afluente do Crivaia Mare, localizado no distrito de Caraş-Severin.